# Remelana davisi
Remelana davisi är en fjärilsart som beskrevs av Julian Jumalon 1975. Remelana davisi ingår i släktet Remelana och familjen juvelvingar. Inga underarter finns listade.